# 볼리 목사관

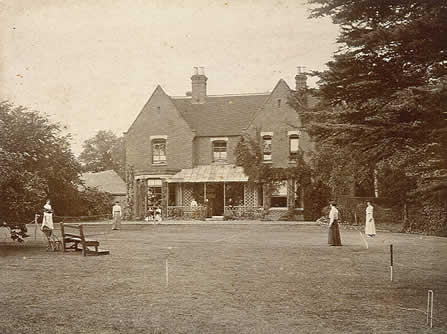
볼리 목사관

볼리 목사관(영어: Borley Rectory)은 잉글랜드 에식스주 서드베리에 있는 흉가이다. 전문가들도 인정한 세계 최고의 흉가이기도 하다.
해리 프라이스 등에 의해 "잉글랜드에서 가장 귀신이 많이 나오는 집"으로 명성을 얻은 집이다. 1862년 건립되었다가 1939년 화재로 손상을 입은 뒤 1944년 철거되었다.

## 참고 자료
- Floyd, E. Randall (2002), 《In the Realm of Ghosts and Hauntings》, Harbor House, ISBN 978-1-891799-06-8